# 클로팽 트루유푸

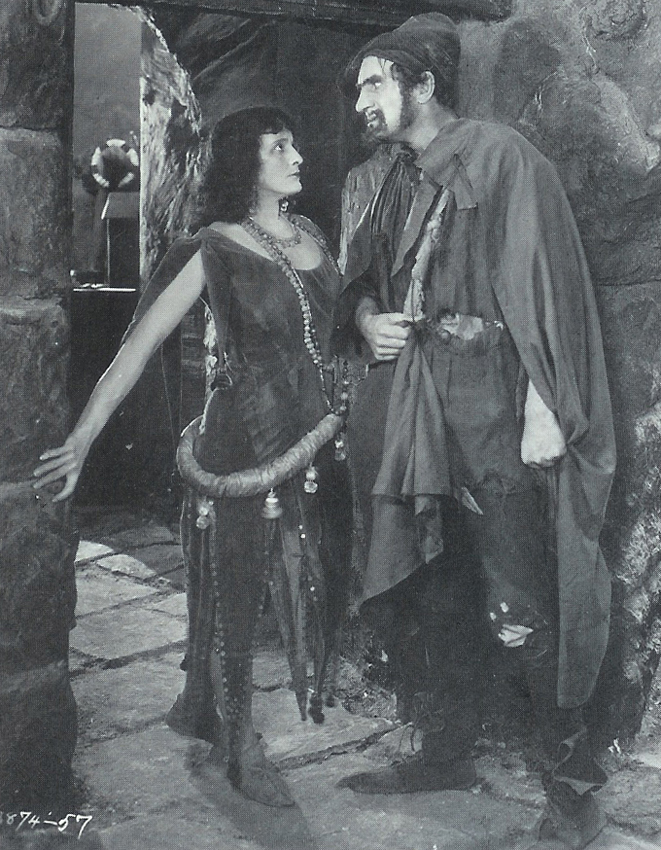

클로팽 트루유푸(프랑스어: Clopin Trouillefou)는 빅토르 위고의 파리의 노트르담(혹은 노트르담의 꼽추)에 등장하는 가상의 인물로, 집시와 부랑자 무리의 우두머리이다.

## 작중 인물상
작중에서 관객에게 돈을 구걸하며 그랭구아르의 연극을 방해한다. 그날 밤 늦은 시각 기적궁에 끌려온 그랭구아르와 다시 마주치게 되고, 이때 단순한 거지가 아니라 부랑자 무리(집시, 범죄자, 각종 파리 내 이탈자들의 무리)의 우두머리임이 밝혀진다. 허가 없이 들어온 그랭구아르를 처형하기 위한 준비를 하지만, 아름다운 에스메랄다가 그랭구아르를 살리기 위해 결혼함으로써 무산된다. 

후반부에서 클로팽은 에스메랄다의 처형일이 다가온다는 소식을 듣는다. 에스메랄다를 구하기 위해 클로팽은 무리의 부랑자들을 끌어모아 에스메랄다가 콰지모도에게 임시 보호 받고 있는 노트르담 성당을 공격하기로 한다. 콰지모도는 돌덩이, 목재, 녹은 납으로 공격에 대응하고, 이 사건 중 클로팽은 사망한다. 